# 高橋美保子 (ゴルファー)
高橋 美保子（たかはし みほこ、1977年11月4日 - ）は、日本のプロゴルファー。 日本女子プロゴルフ協会正会員（72期）。 福島県福島市出身、仙台市在住。 仙台育英学園高等学校卒業。 身長158 cm、体重61 kg、血液型A型。 所属はゼビオグループ、用品用具契約先はクラブがピンゴルフジャパン、ボール・シューズがダンロップ、ウェアがゴルフ5。 得意クラブは、ドライバー。 師弟関係は、岡田兆男。 ホームコースは、利府ゴルフ倶楽部。 ホールインワン回数は、6回。 家族は、祖母、父、母、弟、妹。 趣味は、釣り、DVD・ビデオ鑑賞。 好きな色は、黄色。 愛称は、「みそこ」、「みほこ」など。

## 来歴

### アマチュアでの活躍
1977年、福島市内で和食飲食店を営む両親の長女として生まれる。
小学校時代には、福島市大会で陸上100メートル競技1位、水泳自由形競技3位に入賞するほどのスポーツ少女であった。 1986年3年生、8歳のときからゴルフの練習を始め、福島市内在住のプロである岡田兆男に師事、1988年5年生、11歳のときから競技会に出場するようになった。 不動裕理のアマチュア時代と同様、「ゴルフを始めたときからグローブをしたことがない」という素手でのプレースタイルであった。
中学校時代には、ゴルフのほかにソフトボールにも取組んでいたが、卒業後は生まれ親しんだ福島市内から離れ、1993年4月ゴルフ有名校である仙台育英学園高等学校に進み、星野英正らと同期生になってゴルフに精進した。 同校在学中、東北ジュニアゴルフ選手権優勝、日本ジュニアゴルフ選手権3位などの活躍を見せ、高校3年の1995年から卒業後の1996年には JGA女子ナショナルチームメンバーに選ばれた。
1997年には研修生となり、1998年からプロテストへの挑戦を開始した。また、研修生時代からプロテスト合格直後にかけて、ジュニア時代以来の知己である福嶋紘子の姉・福嶋晃子のツアー帯同キャディを5回務め、そのうち2回優勝キャディとなっている。

### プロゴルファーへの転身
2000年8月、日本女子プロゴルフ協会プロテストに3度目の挑戦で合格し、同年9月1日付、正会員登録された。
2001年には、同年7月のゴルフ5レディスでツアーデビューを果たし、初出場で9位タイの成績を残し、これ以降、後半戦17試合の出場機会ながら賞金ランキング37位に入り、初年度早々にシード権を獲得した。
2002年には、アピタ・サークルK・サンクスレディスにおいてツアー初優勝、同年のミヤギテレビ杯ダンロップ女子オープンにおいても優勝して賞金ランキング9位に入り、その名を広く知らしめ、日本プロスポーツ大賞新人賞、LPGA新人賞、GTPAルーキー・オブ・ザ・イヤーを受賞した。翌2003年もゴルフ5レディスに優勝、トッププロの仲間入りを果たした。
しかし、2004年には体調不良やスイングのトップでループする癖がついて不調におちいり、賞金ランク66位となって保有していたシード権を喪失する。2005年以降は、連続してシード権を保有、優勝こそないものの、プレーオフ進出しての2位に入る試合も見られるなど復調傾向にある。

### 契約関係
2002年ミヤギテレビ杯ダンロップ女子オープンで優勝したのを受け、翌年から同大会の開催コースとなった利府ゴルフ倶楽部と所属契約を締結したが、現在は契約解消している。
2008年3月6日、ピンゴルフジャパンと、クラブ・キャディバッグについて用品用具契約を締結した。

## 人物

### 打風
身長158センチ、体重56キロと、スポーツ・アスリートとしては小柄で恵まれない体格ながら、プレーンを大きく使った大きく美しく、力強いスイングが特徴である。得意クラブがドライバーと言うだけあって、ティーショットで見せる豪快なスウィングが有名だが、アプローチで見せるショットメイキングも器用である。
プレーン面を無駄なく使ってのスイングが特徴だけに、トップ下でループを見せスイングを狂わせた2004年度には、シード権を失うほどの成績不振をもたらした。その後は、スイングも復調し、安定した成績を残している。

## 年度別成績
| 年 度  | 出場試合 | 年間獲得賞金 | 順 位 | 平均ストローク |
| ------ | -------- | ------------ | ----- | -------------- |
| 2001年 | 17試合   | 1380万8490円 | 37位  | 72.3721        |
| 2002年 | 28試合   | 4360万9536円 | 9位   | 72.5309        |
| 2003年 | 24試合   | 2593万9885円 | 19位  | 72.6567        |
| 2004年 | 18試合   | 623万9250円  | 66位  | 73.9773        |
| 2005年 | 26試合   | 1476万6264円 | 43位  | 73.4194        |
| 2006年 | 30試合   | 2042万6740円 | 41位  | 73.9740        |
| 2007年 | 30試合   | 2427万5052円 | 36位  | 73.5944        |
| 2008年 | 7試合    | 219万4000円  | 57位  | 73.8824        |
| 2009年 | 21試合   | 97万6600円   | 126位 | 75.7215        |

## おもな戦歴

### アマチュア時代
- 1994年 東北ジュニアゴルフ選手権競技 優勝
- 1994年 日本ジュニアゴルフ選手権競技 3位

#### ナショナルチーム選抜履歴
- 1995年 JGA女子ナショナルチームメンバー
- 1996年 JGA女子ナショナルチームメンバー

### プロ転向後
- 2002年 アピタ・サークルK・サンクスレディス 優勝
- 2002年 ミヤギテレビ杯ダンロップ女子オープンゴルフトーナメント 優勝
- 2003年 ゴルフ5レディスプロゴルフトーナメント 優勝

## エピソード
- 2002年9月29日、ミヤギテレビ杯ダンロップ女子オープンにおいて2勝目をあげた際には、知己が多数応援に駆けつけた。高校時代以来の想い出がつまる準地元での優勝だけに、初優勝の際にも見せなかった涙の優勝インタビューとなった。 大会後には、優勝賞金の一部を、同大会が支援し白血病や重度の気管支障害などの児童の治療を行う宮城県立こども病院設立基金の一部として寄付、設立以後も高橋が中心となって宮城県ゆかりのプロゴルファーに声を掛け、折にふれて同院を慰問に訪れている。 2007年9月18日のミヤギテレビ杯ダンロップオープン前日には、同院を、仙台育英高校同学の小川あい、東北高校出身の有村智恵・和田委世子、東北福祉大学在学の佐伯三貴、東北高校出身で東北福祉大学在学の原江里菜らとともに慰問した。